# Regnans in excelsis

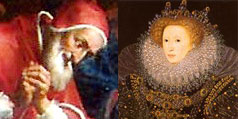
Pius V en Elizabeth I

Regnans in Excelsis was een pauselijke bul, uitgevaardigd op 27 april 1570 door paus Pius V, waardoor de excommunicatie van Elizabeth I van Engeland uit de Rooms-Katholieke Kerk een feit werd. De bul was een reactie op de Act of Supremacy van 1559, waarin de Anglicaanse Kerk onafhankelijk werd van Rome en rechtstreeks onder het gezag van de Engelse monarch kwam te staan.

## Bul
In de bul haalde paus Pius V fel uit naar Elizabeth, waarbij hij haar beschuldigde op een onrechtmatige manier de Engelse troon verkregen te hebben, zich de rol van hoofd van de kerk toegeëigend te hebben en zich schuldig gemaakt te hebben aan diverse criminele activiteiten gericht tegen de volgelingen van de ware kerk. Melding werd gemaakt van haar voorgangster, Maria, die in ogen van de kerk nog (tevergeefs) geprobeerd had de Engelse kerk terug te brengen onder de moederkerk in Rome na haar afvallige vader Hendrik VIII.
Naast de excommunicatie werd Elizabeth door Pius V ook niet meer erkend als koningin en werd de adel van Engeland opgeroepen geen gehoor te geven aan Elizabeths bevelen, op straffe van eveneens excommunicatie wanneer men Elizabeth wel zou gehoorzamen. 

## Reactie en nasleep
De Engelsen besloten naar aanleiding van deze bul nog strenger op te treden tegen de katholieken – met name de Jezuïeten - uit angst voor eventuele tegenaanvallen vanuit die hoek. Deze vrees was niet geheel ongegrond, wat o.a. bleek uit de beoogde aanslag op Elizabeth I, bekend onder de naam “Ridolfi complot”.
Paus Gregorius XIII hoopte de vervolging van katholieken in Engeland te laten afnemen door op te roepen te gehoorzamen aan de koningin wanneer het ging om wereldlijke zaken. Paus Sixtus V herbevestigde de bul, gesteund door de op handen zijnde aanval van de Spaanse Armada.